# Панін Іван Іванович
Іва́н Іва́нович Па́нін (рос. Иван Иванович Панин; 27 жовтня 1907 — 11 квітня 1944) — радянський військовий льотчик часів Другої світової війни, штурман 210-го штурмового авіаційного полку 230-ї штурмової авіаційної дивізії 4-ї повітряної армії, майор. Герой Радянського Союзу (1944, посмертно).

## Життєпис
Народився в селі Нагаєво, нині Чернського району Тульської області Росії, в селянській родині. Росіянин. Закінчив сільську школу. Працював чорноробом. Член ВКП(б) з 1932 року.
До лав РСЧА призваний 1933 року. У 1936 році закінчив 9-ту військову авіаційну школу льотчиків та льотчиків-спостерігачів.
На фронтах німецько-радянської війни з 1 листопада 1941 року: льотчик 606-го легкобомбардувального авіаційного полку 77-ї змішаної авіаційної дивізії ВПС Західного фронту, лейтенант. Літав на біпланах Р-Z, здійснив 27 нічних бойових вильоти, двічі був поранений.
З серпня 1942 року — командир 1-ї авіаескадрильї, з липня 1943 року — штурман 210-го штурмового авіаційного полку. Воював на Південному, Північно-Кавказькому, Закавказькому фронтах. Здійснив 86 бойових вильотів на штурмовиках Іл-2.
11 квітня 1944 року, під час виконання бойового завдання зі штурмовки скупчення військ супротивника південно-східніше селища Сім Колодязів (нині — смт Леніне АРК Крим), зіткнувся у повітрі з літаком молодшого лейтенанта Віктора Жданова. Екіпажі обох штурмовиків загинули.
Похований у братній могилі в Комсомольському парку смт Леніне Ленінського району АРК Крим.

## Нагороди
Указом Президії Верховної Ради СРСР від 1 липня 1944 року майорові Паніну Івану Івановичу присвоєне звання Героя Радянського Союзу (посмертно).
Нагороджений орденами Леніна (01.07.1944), Червоного Прапора (05.12.1941), Вітчизняної війни 1-го ступеня (05.05.1943), Червоної Зірки (21.12.1942).